# Callisseno di Rodi
Callisseno di Rodi (in greco antico: Καλλίξενος?, Kallìxenos; in latino Callixenus; Rodi, III secolo a.C. – Alessandria d'Egitto?, dopo il 270 a.C.) è stato uno storico greco antico.

## Biografia
Letterato rodiese, con interessi storiografici e paradossografici, Callisseno sarebbe vissuto all'epoca di Tolomeo II Filadelfo e, secondo alcune fonti, si sarebbe occupato anche di scultura in bronzo.

## Opere
Fozio cita, di Callisseno, un Catalogo di pittori e scultori, di cui, tuttavia, non resta che il titolo, mentre più documentato è un trattato Su Alessandria in 4 libri, di cui ampi estratti sono riportati da Ateneo, da cui si evidenzia come Callisseno assistette di persona alla cerimonia inaugurale delle Olimpiadi tolemaiche tenutesi ad Alessandria nel 270 a.C. circa. Dagli estratti dell'opera emerge una notevole tendenza alla descrizione di apparati e dettagli, che ben si spiega per un intellettuale attivamente impegnato anche nella scultura.